# Marijo II (schip, 1913)
De MARIJO II was een beeldbepalend schip aan de Handelskade in Beverwijk. Plaatselijk bekend als 'restaurant 't Schip' en in de volksmond als het 'pannenkoekenschip'. Het heeft een bewogen geschiedenis.
Het werd als "ijzeren rijnsleepschip" bij scheepswerf Meijer in Beneden-Leeuwen gebouwd, "hebbende elf laadruimen, roef op voor- en achterschip, stuurstelling en vlaggemast" en het heeft in die staat vele jaren vracht vervoerd in de binnenvaart. Na een aantal keren van eigenaar te zijn veranderd werd het uiteindelijk gekocht door Emiel Woltheus, Uitgeest, die het schip in 1988 35 meter liet inkorten tot 51,80 meter bij Scheepswerf Ruitenberg in Raamsdonksveer en een opbouw liet plaatsen bij scheepswerf Vooruit in Zaandam. Daarna kon hij het inzetten als restaurantschip op de kop van haven De Pijp. De Pijp is de zeehaven van Beverwijk en is toegankelijk voor binnenvaart- en zeeschepen. Het schip kreeg vanaf begin 2000 echter last van stankoverlast vanuit de riooloverloop aan de Handelskade. Omdat de omzet terug begon te lopen werd het schip ook 's avonds gebruikt voor dansavonden en Arabische avonden. Na een inval van de mobiele eenheid eiste de Rabobank direct een verstrekte lening op.
De gemeente heeft in 2009 geprobeerd de vergunning in te trekken, maar de rechter wees de gemeente er op dat er dan in strijd met de beschikking gehandeld zou moeten zijn en dat was niet het geval.
Oktober 2015 ging de gemeenteraad akkoord met een plan en vooruitlopend op uitvoering van het plan gelastte de gemeente uitbater Woltheus restaurant 't Schip weg te halen. De gemeente Beverwijk wilde dat deel van de haven gaan uitbaggeren, daarom moest het schip tijdelijk verkassen en werd het verplaatst van de Handelskade naar de Zuiderkade in de zwaaikom. Volgens de gemeente hoefde de situatie maar tot begin 2016 te duren. Dan zou de inrichting van 'de Kop' klaar zijn en was daar weer een schip ingetekend, maar dan dwars liggend, voor de deur van de woonwinkel. Maar volgens de verantwoordelijk wethouder hoeft dat niet per se het huidige pannenkoekenschip te zijn. Hij hoopte op een actieve horeca-ondernemer met een schip.
Het schip werd weggesleept van de kop van de haven door de IDA 1 en de IDA 3 met assistentie van een duwboot van Spaansen naar de Zuiderkade. Daar is het in november 2015 tijdens het verhalen en later in september 2016 bijna gezonken. Als restaurant is het na de verplaatsing niet meer open geweest. In 2017 vonden de initiatiefnemers van een petitie, die werd aangeboden aan de wethouder, dat het weer terug naar de oude plaats moest komen.
De Rabohypotheekbank eiste terugbetaling van de hypotheek van € 499.158,24. Uit een vonnis van de rechtbank van januari 2017 bleek dat de gemeente Beverwijk inmiddels ook een vordering van € 20.251 had aan achterstallige havengelden en de eigenaar ook de proceskosten van € 2135,26 moest betalen. Afspraak was dat de vordering zou worden kwijtgescholden als de ondernemer het schip zelf zou verwijderen. Hij heeft daarvoor de vaststellingsovereenkomst zelf wel getekend, de gemeente niet. Die vond dat de eigenaar eerst een aantal zaken uit die overeenkomst had moeten nakomen en liet het schip in Amsterdam bij De Eerste Amsterdamse veilen. Een sloopbedrijf uit Beverwijk heeft het complete schip van pakweg 35 ton ijzer en hout voor € 1000 gekocht. De gemiddelde dagprijs per kilo oud ijzer op dat moment was zo'n 17 cent. Gebruikelijk is dat schepen bij een scheepssloperij worden gesloopt, in verband met de mogelijke verontreiniging van het oppervlaktewater. Dit schip is echter in de zwaaikom van de haven ter plaatse gesloopt.

## Foto's

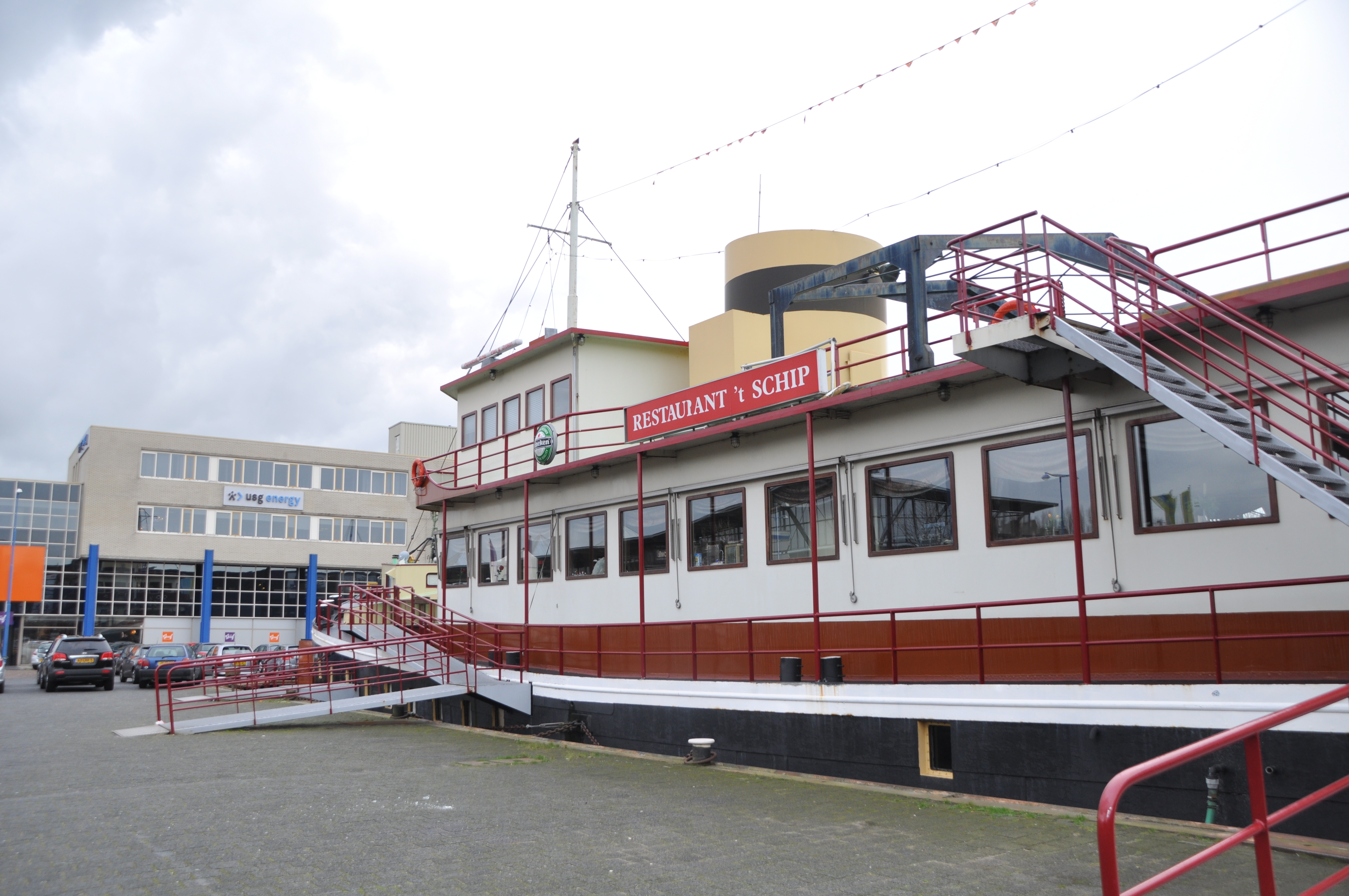
Als Restaurant 't Schip
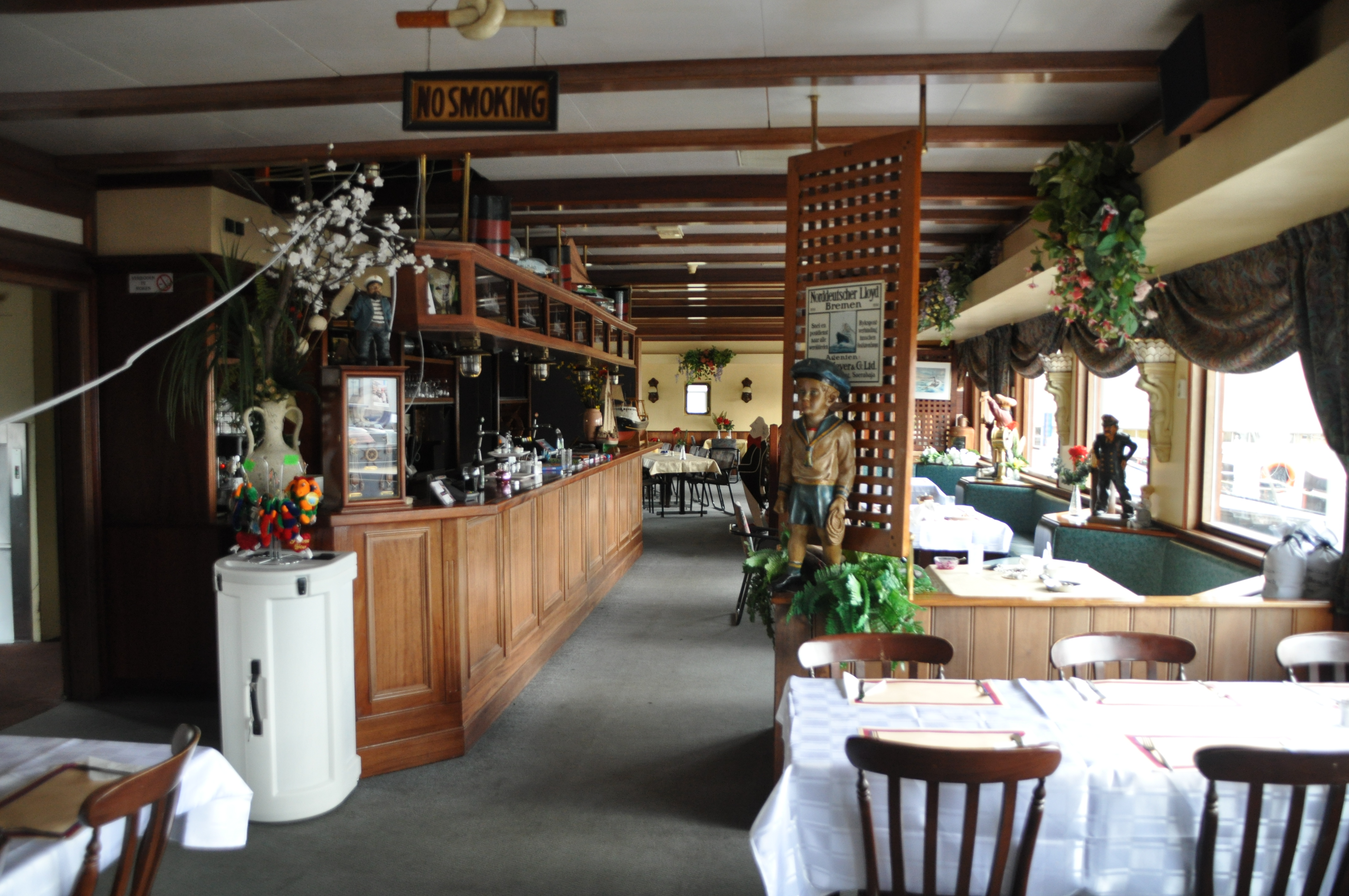
Interieur

## Liggers Scheepmetingsdienst[10]
| Meetnummer | District en volgnr. | Meetdatum       | Meetplaats         | Lengte [m] | Breedte [m] | Inzinking [m] | Waterverplaatsing [ton] | Naam       | Eigenaar                              | Domicilie |
| ---------- | ------------------- | --------------- | ------------------ | ---------- | ----------- | ------------- | ----------------------- | ---------- | ------------------------------------- | --------- |
| Ah291N     | Arnhem 291          | 11 juni 1913    | Leeuwen            | 86,47      | 10,68       | –             | 1.777,840               | THYSSEN 17 | N.V. Handels & Transport Mij. Vulcaan | Rotterdam |
| R7460N     | Rotterdam 7460      | 1 maart 1930    | Capelle a/d IJssel | 86,42      | 10,69       | -             | 1.743,640               | SEMEROE    | N.V. Vulcaan’s Rijnreederij           | Rotterdam |
| R22565N    | Rotterdam 22565     | 17 januari 1957 | Rotterdam          | 86,42      | 10,69       | 2,64          | 1.700,740               | ENGELINA   | -                                     | -         |
| R31081N    | Rotterdam 31081     | 9 juni 1967     | –                  | 86,42      | 11,00       | 3,00          | 1.700,150               | ENGELINA   | –                                     | –         |
| RN1462     | Rotterdam 1462      | 26 mei 1981     | –                  | 86,42      | 10,69       | 2,63          | 1.700,150               | ENGELINA   | –                                     | –         |
| HN182      | Nederland 182       | 14 maart 1989   | –                  | 51,80      | 10,61       | 0,96          | 35,356                  | MARIJO II  | –                                     | –         |
| BR27447B   | Meting in België    |                 |                    |            |             |               |                         |            |                                       |           |